# Volta ao Alentejo 2007
La Volta ao Alentejo 2007, venticinquesima edizione della corsa, si svolse dall'11 al 15 aprile su un percorso di 762 km ripartiti in 6 tappe, con partenza a Santiago do Cacém e arrivo a Évora. Fu vinta dallo spagnolo Manuel Vázquez della Andalucia-Cajasur davanti al colombiano Félix Cárdenas e allo spagnolo Manuel Lloret.

## Tappe
| Tappa  | Data      | Percorso                           | km  | Vincitore di tappa | Leader cl. generale |
| ------ | --------- | ---------------------------------- | --- | ------------------ | ------------------- |
| 1ª     | 11 aprile | Santiago do Cacém > Odemira        | 150 | Manuel Vázquez     | Manuel Vázquez      |
| 2ª     | 12 aprile | Zambujeira do Mar > Alcacér do Sal | 153 | Javier Benítez     | Manuel Vázquez      |
| 3ª     | 13 aprile | Moura > Serpa                      | 73  | Javier Benítez     | Manuel Vázquez      |
| 4ª     | 13 aprile | Salvada > Salvada                  | 12  | Vladimir Karpec    | André Moreira Vital |
| 5ª     | 14 aprile | Redondo > Portalegre               | 186 | Bruno Pires        | Manuel Vázquez      |
| 6ª     | 15 aprile | Évora > Évora                      | 186 | Javier Benítez     | Manuel Vázquez      |
| Totale | Totale    | Totale                             | 762 |                    |                     |

## Dettagli delle tappe

### 1ª tappa
- 11 aprile: Santiago do Cacém > Odemira – 150 km

| Pos. | Corridore           | Squadra   | Tempo    |
| ---- | ------------------- | --------- | -------- |
| 1    | Manuel Vázquez      | Andalucia | 3h28'53" |
| 2    | André Moreira Vital | Madeinox  | a 4"     |
| 3    | Ricardo Serrano     | Tinkoff   | s.t.     |

| Pos. | Corridore           | Squadra    | Tempo    |
| ---- | ------------------- | ---------- | -------- |
| 1    | Manuel Vázquez      | Andalucia  | 3h28'53" |
| 2    | André Moreira Vital | Madeinox   | a 4"     |
| 3    | Félix Cárdenas      | Barloworld | s.t.     |

### 2ª tappa
- 12 aprile: Zambujeira do Mar > Alcacér do Sal – 153 km

| Pos. | Corridore       | Squadra    | Tempo    |
| ---- | --------------- | ---------- | -------- |
| 1    | Javier Benítez  | Benfica    | 3h49'38" |
| 2    | Hugo Sabido     | Barloworld | s.t.     |
| 3    | Joaquin Sobrino | Relax-GAM  | s.t.     |

| Pos. | Corridore           | Squadra    | Tempo    |
| ---- | ------------------- | ---------- | -------- |
| 1    | Manuel Vázquez      | Andalucia  | 7h18'31" |
| 2    | André Moreira Vital | Madeinox   | a 4"     |
| 3    | Félix Cárdenas      | Barloworld | s.t.     |

### 3ª tappa
- 13 aprile: Moura > Serpa – 73 km

| Pos. | Corridore      | Squadra     | Tempo    |
| ---- | -------------- | ----------- | -------- |
| 1    | Javier Benítez | Benfica     | 1h40'11" |
| 2    | Martin Garrido | Duja-Tavira | s.t.     |
| 3    | Manuel Vázquez | Andalucia   | s.t.     |

| Pos. | Corridore           | Squadra    | Tempo    |
| ---- | ------------------- | ---------- | -------- |
| 1    | Manuel Vázquez      | Andalucia  | 8h58'42" |
| 2    | André Moreira Vital | Madeinox   | a 4"     |
| 3    | Félix Cárdenas      | Barloworld | s.t.     |

### 4ª tappa
- 13 aprile: Salvada > Salvada – 12 km

| Pos. | Corridore       | Squadra      | Tempo  |
| ---- | --------------- | ------------ | ------ |
| 1    | Vladimir Karpec | Caisse d'Ep. | 18'28" |
| 2    | Manuel Lloret   | Fuertevent.  | a 1"   |
| 3    | Héctor Guerra   | Liberty Seg. | a 15"  |

| Pos. | Corridore           | Squadra   | Tempo    |
| ---- | ------------------- | --------- | -------- |
| 1    | André Moreira Vital | Madeinox  | 9h17'58" |
| 2    | Ricardo Serrano     | Tinkoff   | a 5"     |
| 3    | Manuel Vázquez      | Andalucia | a 14"    |

### 5ª tappa
- 14 aprile: Redondo > Portalegre – 186 km

| Pos. | Corridore     | Squadra     | Tempo    |
| ---- | ------------- | ----------- | -------- |
| 1    | Bruno Pires   | LA-MSS      | 4h45'43" |
| 2    | Danail Petrov | Benfica     | a 1"     |
| 3    | Ángel Edo     | Vitoria-ASC | s.t.     |

| Pos. | Corridore      | Squadra     | Tempo     |
| ---- | -------------- | ----------- | --------- |
| 1    | Manuel Vázquez | Andalucia   | 14h03'56" |
| 2    | Félix Cárdenas | Barloworld  | a 9"      |
| 3    | Manuel Lloret  | Fuertevent. | a 14"     |

### 6ª tappa
- 15 aprile: Évora > Évora – 186 km

| Pos. | Corridore            | Squadra    | Tempo    |
| ---- | -------------------- | ---------- | -------- |
| 1    | Javier Benítez       | Benfica    | 4h35'42" |
| 2    | Claudio Miguel Faria | LA-MSS     | s.t.     |
| 3    | Manuel Cardoso       | Riberalves | s.t.     |

| Pos. | Corridore      | Squadra       | Tempo     |
| ---- | -------------- | ------------- | --------- |
| 1    | Manuel Vázquez | Andalucia     | 18h39'40" |
| 2    | Félix Cárdenas | Barloworld    | a 9"      |
| 3    | Manuel Lloret  | Fuerteventura | a 14"     |

## Classifiche finali

### Classifica generale
| Pos. | Corridore           | Squadra      | Tempo     |
| ---- | ------------------- | ------------ | --------- |
| 1    | Manuel Vázquez      | Andalucia    | 18h39'40" |
| 2    | Félix Cárdenas      | Barloworld   | a 9"      |
| 3    | Manuel Lloret       | Fuertevent.  | a 14"     |
| 4    | André Moreira Vital | Madeinox     | a 25"     |
| 5    | Vladimir Karpec     | Caisse d'Ep. | a 26"     |
| 6    | Héctor Guerra       | Liberty Seg. | a 28"     |
| 7    | David Blanco        | Duja-Tavira  | a 32"     |
| 8    | Alberto Losada      | Caisse d'Ep. | a 1'03"   |
| 9    | Jan Hruška          | Relax-GAM    | a 1'06"   |
| 10   | Pedro Cardoso       | LA-MSS       | a 1'15"   |